# Michel Pittet
Pour les articles homonymes, voir Pittet.
Michel Pittet, né le 10 juillet 1941 à Sâles (originaire de La Joux), est une personnalité politique du canton de Fribourg, en Suisse, membre du Parti démocrate chrétien (PDC).
Il est conseiller d'État de 1992 à 2006, à la tête de la Direction de l’économie, des transports et de l’énergie.